# The Price (Twisted Sister)
The Price è un singolo del gruppo musicale statunitense Twisted Sister, il terzo estratto dal loro album Stay Hungry nel 1984.
Nel 2014 è stata indicata come la quarta più grande power ballad di tutti i tempi da Yahoo! Music.

## Tracce
1. The Price – 3:48
2. S.M.F. – 3:00